# (1196) Sheba
(1196) Sheba es un asteroide perteneciente al cinturón de asteroides que orbita entre Marte y Júpiter con un periodo orbital de 4,32 años. Su nombre hace referencia la reina de Saba, un legendario personaje bíblico.
Fue descubierto el 21 de mayo de 1931 por Cyril V. Jackson desde el Observatorio Union en Johannesburgo, Sudáfrica.